# Смит, Томас (адмирал)
Томас Смит (англ. Thomas Smith; 1707 — 28 августа 1762) — британский адмирал и колониальный губернатор.

## Биография
Родился в Англии. Был незаконнорождённым сыном сэра Томаса Литтельтона, 4-го баронета, в 1727—1741 гг. — лорда—члена Комитета Адмиралтейства. Получил неплохое образование.
Когда Т. Смит вступил в Королевский Военно-морской флот Великобритании, неизвестно, но его первое заметное назначение по службе состоялось 6 февраля 1728 года на должность младшего лейтенанта на HMS Royal Oak. В июне того же года он был переведен на 44-пушечный корабль Gosport под командованием капитана Д. Дрейка. В конце ноября 1728 года Т. Смит был вовлечён в скандал с участием французского корвета, зашедшего в залив Плимута. Дежурный лейтенант на Gosport Т. Смит дал указание французскому капитану «поднять вымпел с цветами короля Великобритании». Уже отдавший честь Королевской цитадели Плимута, французский капитан воспринял это как оскорбление, и французские власти после получения его доклада направили официальное письмо с жалобой британскому правительству. Таким образом, Смит был подвергнут военному суду и по приказу короля 27 марта 1729 года уволен со службы в ВМФ. Однако из-за массовых протестов при его увольнении он был восстановлен в том же звании и назначен вторым лейтенантом в мае того же года, при этом он получил от своих собратьев-моряков прозвище «Tom o’Ten Thousand» .
В мае 1730 года Смит получил звание капитана и командование 24-пушечным кораблём Success. Через два года после того, Смит получил под командование Dursley Galley, 20-пушечный быстроходный фрегат, дислоцированный в Средиземном море, занятый патрулированием против кораблей берберских пиратов. В течение последующих 10 лет Смит оставался, главным образом, в Средиземном море.

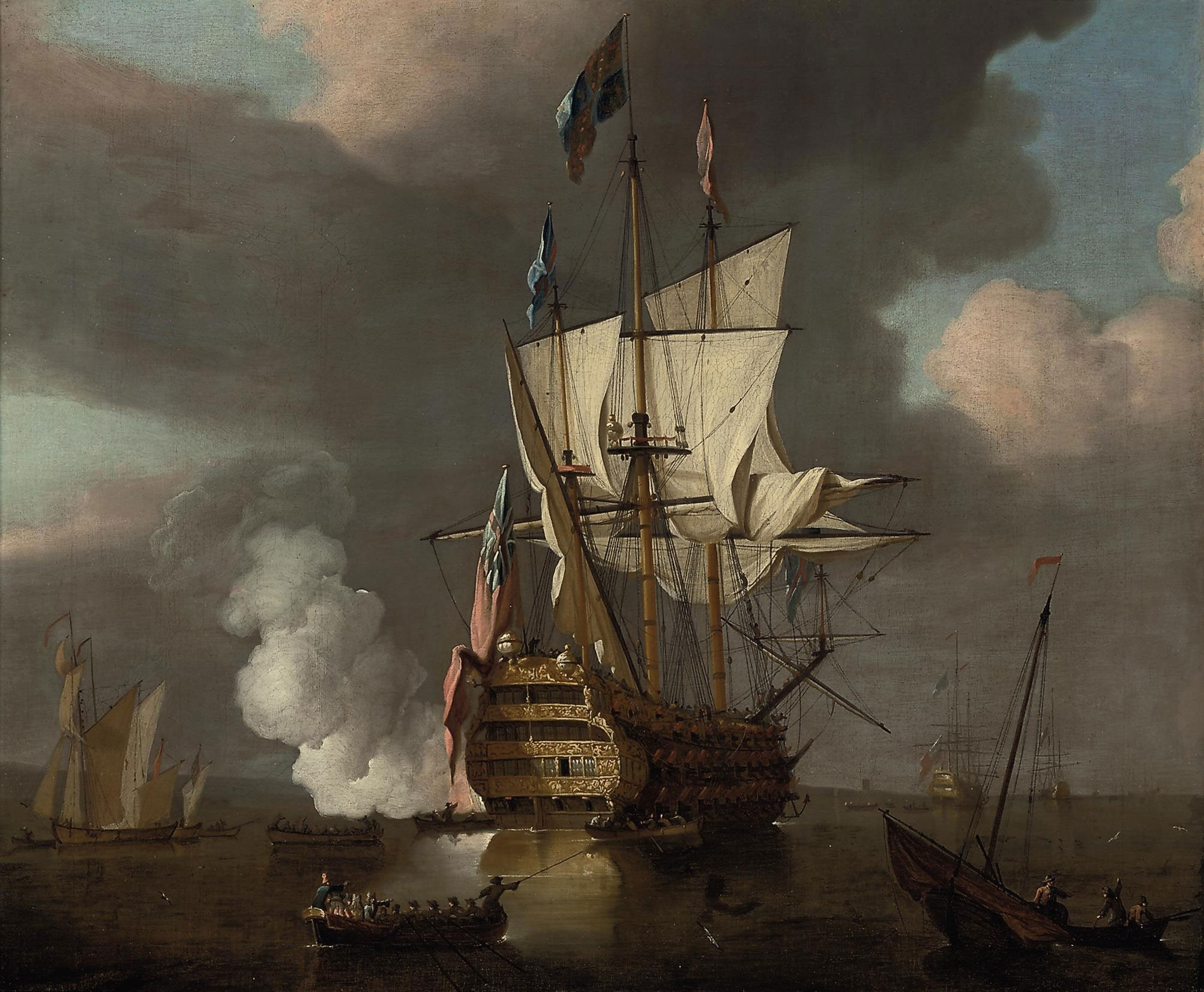
HMS Royal Sovereign

В 1740 году Смит переведен капитаном на 50-пушечный HMS Romney, на борту которого он отправился в Великобританию. Оттуда Смит отплыл в Ньюфаундленд, получив назначение командиром ежегодного промыслового конвоя для охраны рыболовного флота, где стал коммодор-губернатором. В 1741 г. — командор-губернатором британской колонии Ньюфаундленд. Вышел в отставку в апреле 1742 года. В 1743 году вновь вернулся на службу, был снова командор-губернатором британской колонии Ньюфаундленд, позже патрулировал Средиземное море.
В сентябре 1745 года был назначен капитаном HMS Royal Sovereign, 100-пушечного линейного корабля первого ранга Королевского флота.
В феврале 1746 года заменил адмирала Джона Бинга на посту главнокомандующего в Лейте и на побережье Шотландии .
В 1748 году стал вице-адмиралом, а в августе 1755 года назначен главнокомандующим постоянной базы военно-морского флота в Даунсе (Downs Station).
На этом посту Смит начал разрабатывать схему борьбы с проблемами, связанными с отношениями между офицерами, моряками и солдатами Королевского ВМФ. В соответствии с этой системой лейтенанты на борту судна должны были бы отвечать за подразделение компании судна, их здоровье, благосостояние и эффективность подчинённых, находящихся под их командованием. Эта система стала известна как дивизионная система. Хотя его разработки были первоначально ограничены Сьюзенской эскадрой, вскоре они распространились и на другие корабли флота и широко, хотя и не повсеместно, одобрены и приняты к концу Семилетней войны.
В декабре 1756 года ему было приказано вернуться из Даунса, чтобы председательствовать на суде над адмиралом Джоном Бингом, на котором Смит, по-видимому, сделал все возможное, хотя и безуспешно, чтобы смягчить наказание. Однако по решению Военного трибунала Бинг был расстрелян.
В феврале 1757 года Смит получил звание адмирала Великобритании, но плохое здоровье вынудило его в следующем году в отставку.